# Raymond de Tour et Taxis
Raymond de Tour et Taxis (en allemand : Raimund von Thurn und Taxis et en italien : Raimundo della Torre e Tasso), duc de Castel Duino, est né le 16 mars 1907 à Duino, en Autriche-Hongrie, et mort dans cette même ville, passée sous souveraineté italienne, le 17 mars 1986. Membre de la branche italienne de la maison de Tour et Taxis, c'est un aristocrate italien d'origine austro-tchèque.

## Famille
Le prince Raymond est le fils du prince Alexandre de Tour et Taxis (1881-1937) et de sa première épouse, la princesse belge Marie de Ligne (1885-1971). Par son père, Raymond est donc le petit-fils du prince Alexandre-Jean de Tour et Taxis (d. 1939) tandis que, par sa mère, il descend du prince Louis de Ligne (1854-1918).
Le 28 novembre 1949, Raymond épouse, à Athènes, la princesse Eugénie de Grèce (1910-1989), fille du prince Georges de Grèce (1869-1957) et de son épouse la princesse Marie Bonaparte (1882-1962) et divorcée du prince Dominique Radziwill (1911-1976). De ce mariage, naît un enfant :
- Charles-Alexandre de Tour et Taxis (1952), duc de Castel Duino, qui épouse Véronique Lantz (1951), de nationalité française.

## Biographie
Né en 1907, le prince Raymond effectue ses études dans des collèges privés. Naturalisé italien en 1923, il intègre l'armée de son pays d'adoption et participe à la conquête de l'Éthiopie (1935-1936) puis à la Seconde Guerre mondiale (1939-1943), durant laquelle il sert sur le front russe, en Crimée. Après l'armistice de Cassibile, il parvient à gagner la Roumanie, où la princesse Marthe Bibesco et le roi Michel Ier l'aident à rentrer dans son pays.
Après la guerre, le prince reprend possession du château de Duino, longtemps occupé par des troupes étrangères. Il œuvre par ailleurs au développement de Trieste et de sa région. Il offre ainsi de l'argent et des terrains pour la réalisation du Centre international de physique théorique (1964), favorise la création du United World College of the Adriatic (1983) et collabore avec l'UNESCO au sein du Centre d’études Rainer Marie Rilke.
Ayant épousé la princesse Eugénie de Grèce en 1949, Raymond réside longtemps, avec elle, au château de Malbosc, à Grasse.

## Sources
- (it) Pietro Spirito, « Storia e Leggenda dei Principi di Torre e Tasso », Il Piccolo,‎ 14 mars 2010 (lire en ligne).